# Leon Maksymilian Henckel von Donnersmarck
Leon Maksymilian Henckel von Donnersmarck (ur. 1 marca 1691 w Świerklańcu, zm. 25 sierpnia 1771 w Berlinie) – baron i hrabia cesarstwa, pan Tarnowskich Gór, 3. wolny pan stanowy Bytomia

## Życiorys
Urodził się 1 marca 1691 r. w Świerklańcu. Był najstarszym synem Karola Maksymiliana i jego drugiej żony hrabianki Heleny Jadwigi von Roedern.
W 1716 r. przejął od ojca rządy nad Tarnowskimi Górami. Sprawował je w bardzo trudnym okresie: kryzys finansowy, zaraza w 1715 r. W celu poprawy sytuacji miasta poddano kontroli pańskiej rachunki miejskie od 1701 r. W 1727 r. odsprzedał swemu bratu za 20 tys. guldenów rodzinne dobra.
Wstąpił w służbę króla pruskiego. Fryderyk II Hohenzollern w 1740 r. mianował go wyższym podczaszym oraz kawalerem Orderu Czarnego Orła. Leon Maksymilian przejął na krótko władzę nad dobrami bytomskich Hencklów po wygnaniu Karola Józefa Erdmanna (następnie przeszły one w ręce Franciszka Ludwika).
W 1748 r. został 3. wolnym panem stanowym Bytomia. Odtąd godność ta miała przypadać zawsze najstarszemu w rodzinie (zasada senioratu). Objęcie tej godności czyniło go najważniejszym pośród krewniaków i mógł zasiadać w Śląskim Sejmie. Faktycznie władza bezpośrednia nad Bytomiem była rękach Franciszka Ludwika.
Zmarł w Berlinie 25 sierpnia 1771 r.

## Rodzina
Był żonaty z baronówną Barbarą Eleonorą von Hock. Jego syn Wiktor Amadeusz był 4. wolnym panem stanowym Bytomia.